# Primer (make-up)

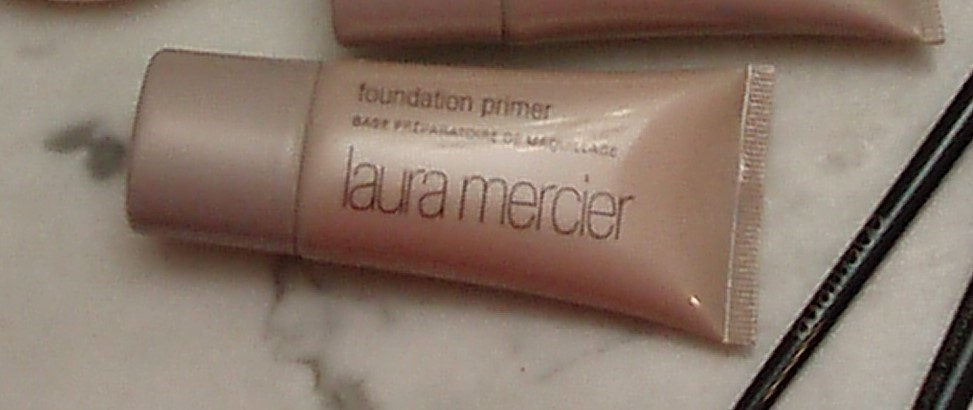
Primer

Primer is een make-up-product dat onder de foundation wordt gedragen en verschillende functies heeft.
Primer kan een matterend effect hebben en er ook toe bijdragen dat de make-up langer op het gezicht blijft zitten. Ook bestaan er gekleurde primers om verkleuringen in het gezicht tegen te gaan, zoals groene primer, die handig werkt tegen rosacea.